# Gonyleptes curvicornis
Gonyleptes curvicornis is een hooiwagen uit de familie Gonyleptidae.